# ブラジル柔術オリンピック連盟
ブラジル柔術オリンピック連盟（ブラジルじゅうじゅつオリンピックれんめい、Confederação Brasileira de Jiu Jitsu Olímpico / CBJJO）とは、かつて存在したブラジリアン柔術の国際団体の一つ。2006年をもって消滅し、翌年ブラジル柔術競技連盟（CBJJE）に引き継がれた。

## 歴史
CBJJOは、1996年に発足した国際ブラジリアン柔術連盟（IBJJF）に反発する形で、ノヴァウニオン等の流派が2002年2月12日に発足させたCBJJOは、IBJJF主催の大会よりも、参加費を安くしたり、優勝者には賞金が出る制度を初めて行った。
資金繰りの悪化から、2006年に消滅。2007年3月11日に、CBJJOの元役員等が、後継団体としてブラジル柔術競技連盟（CBJJE）を発足させた。

## 大会

### 地区大会
- ブラジル杯（Copa do Brasil）
- ブラジル杯（Copa do Brasil por equipe）
- アメリカ黄金杯（America Golden Cup）

### 世界大会
- 世界杯マスター＆シニア（Copa do Mundo Master e Senior）
- 柔術オリンピック世界杯（Copa do Mundo de Jiu-Jitsu Olimpico）
コパ・ド・ムンド（世界杯の意）やワールドカップという名称でも知られた。
- ワールドブラックベルト（World Blackbelt）

## 関連記事
- 国際ブラジリアン柔術連盟（IBJJF）
- 国際グレイシー柔術連盟（IGJJF）